# 실리콘 이미지
실리콘 이미지(Silicon Image)는 휴대 전화, 전자제품, 개인용 컴퓨터(PC)를 위한 반도체 제공자이다. 또, 고선명 콘텐츠를 위해 사용되는 유무선 연결제품를 제조한다. 이 기업의 반도체 및 IP 제품들은 스마트폰, 태블릿, 디지털 텔레비전(DTV), 그리고 데스크톱, 노트북 PC] 등 기타 소비자 제품 등의 장치에 채용된다. 실리콘 이미지는 다른 기업들과 협력하여 DVI, HDMI, MHL, WirelessHD 등의 일부 글로벌 산업 표준을 만들어나가는 일을 추진하고 있다.
실리콘 이미지는 1995년 설립되었으며 SIMG라는 심볼로 나스닥 시장에 등재되었다. 본사는 서니베일에 있으며 직원 수는 전 세계적으로 대략 600명 정도이고 인도, 중국, 일본, 한국, 타이완에 지역 사무소를 두고 있다.
2015년 3월 15일 래티스 반도체(Lattice Semiconductor Corporation (NASDAQ:LSCC))로 인수되어 현재는 래티스 반도체로 이름이 바뀌었다.

## 같이 보기
- 디지털 비주얼 인터페이스 (DVI)
- 고선명 멀티미디어 인터페이스 (HDMI)
- 모바일 고선명 링크 (MHL)
- 변화 최소화 차분 신호 (TMDS)